# HMS Glasgow (1909)
Pour les autres navires du même nom, voir HMS Glasgow.
Le HMS Glasgow, sixième navire de ce nom, est un croiseur léger britannique de la classe Town et lancé sur la Clyde à Govan en 1909.

## Armements
Mis en service en 1910 et comme les autres navires de sa classe, il aurait dû être armé de seulement dix canons de 102 mm. Mais pour leur donner un avantage sur les croiseurs allemands, l'amirauté décida d'y ajouter deux pièces de 152 mm. En plus, il est doté de trois canons de 47 mm, de mitrailleuses et de deux tubes lance-torpilles sous-marin de 457 mm.

## Service

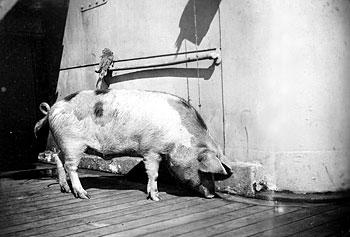
Tirpitz le cochon

Au déclenchement de la Première Guerre mondiale, le Glasgow évolue au large des côtes d'Amérique du Sud sous les ordres du capitaine John Luce. Le 16 août 1914, il capture le navire marchand allemand SS Catherina. En Atlantique Sud, le 1er novembre 1914, le navire participe à la bataille de Coronel quand, avec les croiseurs HMS Good Hope et HMS Monmouth du contre-amiral Christopher Cradock, il engage l'escadre allemande d'Extrême-Orient commandée par le vice-amiral von Spee. Ayant infligé peu de dommages à l'adversaire, le Glasgow réussit à s'échapper avec des dégâts modérés si l'on considère que quelque 600 obus ont été tirés sur lui. Cependant, tous les autres croiseurs britanniques sont perdus avec leur équipage (excepté le croiseur Otranto qui s'est retiré avant le début du combat).

### La bataille des Falklands
Le mois suivant, au cours de la bataille des Falklands, en compagnie des croiseurs HMS Invincible et HMS Inflexible du vice-amiral Sturdee, l'affrontement avec la flotte de von Spee reprend avec des conditions plus avantageuses pour les Britanniques. Au cours de l'action, le Glasgow aide le croiseur Cornwall à couler le croiseur léger Leipzig. Un autre navire allemand, le SMS Dresden, s'enfuit, avant d'être retrouvé quelques mois plus tard par le Glasgow et le HMS Kent et forcé de se saborder après une courte bataille près de l'île de Más a Tierra. Après le naufrage, un marin du Glasgow remarque un cochon nageant dans l'eau qu'il réussit à sauver. L'équipage l'appelle « Tirpitz », et ce dernier devient alors la mascotte du HMS Glasgow pendant un an avant d'être transféré à l'école d'artillerie de Whale Island à Portsmouth jusqu'à la fin de sa vie.

### Pendant et après la Première Guerre mondiale
En 1915, le Glasgow évolue en Méditerranée et en 1917, il est réaffecté à la 8e escadre de croiseurs légers en mer Adriatique. Au début de 1917, le Glasgow accompagne le HMS Amethyst en patrouille sur la côte brésilienne pour lutter contre les navires corsaires allemands, tels que le SMS Möwe.
Après la guerre, le Glasgow sert brièvement comme navire de formation avant d'être vendu à la démolition le 29 avril 1927.